# Agrypnia incurvata
Agrypnia incurvata är en nattsländeart som beskrevs av Wiggins 1998. Agrypnia incurvata ingår i släktet Agrypnia och familjen broknattsländor. Inga underarter finns listade i Catalogue of Life.